# Lúcio Decídio Saxa
Lúcio Decídio Saxa (em latim: Lucius Decidius Saxa; m. 40 a.C.), incorretamente chamado também de Lúcio Decido Saxa (em latim: Lucius Decidus Saxa), foi um general da gente Decídia da República Romana no século I a.C.

## História
Saxa nasceu na Hispânia, mas provavelmente era de ascendência italiana. Em 49 a.C., lutou como aliado de Júlio César na Hispânia contra os pompeianos no contexto da guerra civil contra Pompeu. Em 44 a.C., foi tribuno da plebe e, depois do assassinato de Júlio César, em março, bandeou-se para o lado de Marco Antônio. No começo do ano seguinte, Antônio recebeu apoio de Saxa durante a Campanha de Mutina. Em 42 a.C., depois da instauração do Segundo Triunvirato, Saxa foi nomeado por Marco Antônio, com Caio Norbano Flaco, como líder de uma força de oito legiões na Trácia antes da Batalha de Filipos, que encerrou a Guerra Civil dos Libertadores.
Em 41 a.C., Saxa foi nomeado governador da Síria por Antônio e Norbano foi eleito cônsul em 38 a.C., um reconhecimento do prestígio dos dois na vitória contra os liberatores. Ele foi duramente derrotado perto de Antioquia quando Quinto Labieno comandou uma invasão parta à Síria em 40 a.C.. Saxa fugiu para a Cilícia, onde foi capturado e executado pelos partas. Segundo os relatos, suas legiões sofreram pesadas derrotas e perderam diversas águias. Juntamente com as águias perdidas por Crasso em sua infame campanha de 53 a.C. e por Marco Antônio em sua campanha em 36 a.C., elas foram devolvidas aos romanos em 20 a.C. depois de negociações conduzidas pelo imperador Augusto, uma grande vitória da propaganda romana.
Um irmão de Decídio Saxa foi questor na Síria em 40 a.C. e lutou contra os partas, mas seus soldados desertaram e forçaram sua rendição a Quinto Labieno.